# Pleasant Gap Township
Pleasant Gap Township est un township du comté de Bates dans le Missouri, aux États-Unis,. En 2000, le township comptait une population de 264 habitants. Il est baptisé en référence à la communauté de Pleasant Gap (en).

## Source de la traduction
- (en) Cet article est partiellement ou en totalité issu de l’article de Wikipédia en anglais intitulé « Pleasant Gap Township, Bates County, Missouri » (voir la liste des auteurs).